# Guillermo Fernández Vara
Pour les articles homonymes, voir Guillermo Fernández.
Guillermo Fernández Vara, né le 6 octobre 1958 à Olivence, est un homme politique espagnol, membre du Parti socialiste ouvrier espagnol (PSOE).
Il est président d'Estrémadure entre 2007 et 2011, puis de 2015 à 2023.

## Biographie

### Vie privée
Son père, Julio Fernández Santamaría, fut magistrat du Tribunal suprême et est mort en 1990 dans un accident de voiture entre Olivence et Madrid. María Lourdes Vara Mira, sa mère, est née le 28 octobre 1921 et a participé à la mise en valeur de la poésie dans la région d'Olivence. Elle meurt le 23 janvier 2018 à Madrid, âgée de 96 ans ; le même jour que la mère de Patxi López.

### Formation de médecin légiste
Après avoir obtenu, en 1983, une licence en médecine à l'université de Cordoue, il entre au centre d'études juridiques, dont il ressort major de la promotion 1986 des médecins légistes. Il est muté dans sa région natale deux ans plus tard.
Un temps président de l'association espagnole des médecins légistes (AEMFE), il obtient un grade universitaire de l'université d'Estrémadure en 1989, et devient ensuite directeur du centre médico-légal de Badajoz.

### Universitaire, puis fonctionnaire
En 1986, il est recruté, pendant un an, comme professeur collaborateur de médecine légale à l'université de Valence. Il obtient, deux ans plus tard, un poste de professeur associé en toxicologie et législation sanitaire à l'université d'Estrémadure, dont il est en outre désigné responsable de l'unité d'enseignement de la médecine légale.
Il a également enseigné à l'école des pratiques juridiques du barreau d'Estrémadure et à l'école de médecine de l'école territoriale de football d'Estrémadure.
Il est nommé directeur général de la Santé publique et de la Consommation du département de la Santé et de la Consommation de la Junte d'Estrémadure, en 1995, mais démissionne un an plus tard.

### Conseiller du gouvernement régional
Militant des Nouvelles générations de l'Alliance populaire (AP) à partir de 1986, à l'époque où son ami d'enfance, Antonio Hernández Mancha, présidait le parti, il rejoint le Parti socialiste ouvrier espagnol (PSOE) à son retour en Estrémadure, en 1988.
Sept ans plus tard, il est élu député à l'Assemblée d'Estrémadure, puis il devient, en janvier 1996, conseiller au Bien-être social de la Junte d'Estrémadure, sous la présidence du baron socialiste Juan Carlos Rodríguez Ibarra. Après les élections régionales de 1999, il est désigné conseiller à la Santé et à la Consommation du gouvernement régional, alors que ce département avait disparu peu avant. Il gère alors le transfert des compétences de l'État sur la santé publique vers la communauté autonome, et son nom est évoqué en 2004 comme ministre de la Santé de José Luis Rodríguez Zapatero.

### Président d'Estrémadure
Après l'annonce de Rodríguez Ibarra, selon laquelle il ne serait pas candidat à un septième mandat en 2007, la commission exécutive du PSOE d'Estrémadure choisit Guillermo Fernández Vara comme candidat à la présidence de la Junte d'Estrémadure à l'unanimité, lors d'un vote le 20 septembre 2006. Il maintient, pour ce scrutin, la coalition politique avec la Coalition estrémègne (CREx-PREx), et remporte 53,63 % des voix, ainsi que 38 députés sur 65, soit le meilleur score socialiste depuis seize ans. Le 27 juin suivant, il est investi président d'Estrémadure.
L'année suivante, il préside, au début du mois de juillet, le XXXVIIe congrès national du PSOE, à Madrid, avant d'être élu, le 18 juillet, secrétaire général de la fédération du parti dans sa communauté autonome en obtenant 99,7 % des suffrages exprimés, en remplacement de Juan Carlos Rodríguez Ibarra.

### Défaite historique de 2011
Candidat à sa succession lors des élections régionales du 22 mai 2011, il est victime de l'impopularité du PSOE du fait des conséquences de la crise économique mondiale et se contente de 43,4 % des suffrages exprimés, le plus mauvais score pour son parti depuis 1983. Avec seulement 30 sièges, il ne peut plus gouverner seul, son maintien au pouvoir dépendant de l'attitude des trois députés de la Gauche unie (IU).
Le 19 juin, le conseil politique régional d'IU décide de s'abstenir lors du vote d'investiture, permettant, de facto, l'élection du conservateur José Antonio Monago, qui dispose de 32 élus à l'Assemblée. Cette décision, très critiquée par le coordinateur fédéral Cayo Lara,, est confirmée cinq jours plus tard par le coordinateur régional, Pedro Escobar. Deux jours plus tôt, le 22 juin, Fernández Vara avait rejeté l'idée de revenir au pouvoir en avril 2012, au moyen d'une motion de censure constructive, idée suggérée par Escobar lors d'une entrevue. Le 7 juillet, Monago est effectivement élu, au second tour, en remplacement de Fernández Vara.

### Nouvelle défaite en 2023
Lors des élections du 28 mai 2023, le PSOE enregistre un résultat encore plus mauvais qu'en 2011, avec 39,77 % des voix. Le PSOE obtient le même nombre de sièges que le Parti populaire, capable de former une majorité absolue avec Vox.
Après plusieurs semaines d'incertitude en raison des désaccords entre PP et Vox, la séance d'investiture consécutive aux élections est fixée aux 13 et 14 juillet 2023. María Guardiola se présente à la présidence de l'Estrémadure avec le soutien de sa formation et de Vox.